# Цяньдуннань-Мяо-Дунська автономна префектура
26°35′13″ пн. ш. 107°58′28″ сх. д. / 26.5869° пн. ш. 107.97458° сх. д.
Цяньдуннань-Мяо-Дунська автономна префектура (кит.: 黔东南苗族侗族自治州) — адміністративна одиниця другого рівня у складі провінції Гуйчжоу, КНР. Центр префектури — місто Кайлі.
Префектура площею 30 267 км² межує з Гуансі-Чжуанським автономним районом на півдні та провінцією Хунань на сході.

## Адміністративний поділ
Префектура поділяється на 1 місто та 15 повітів:
| Карта | Карта     | Карта    | Карта            |
| --- | --------- | -------- | ---------------- |
| Мацзян Хуанпін Кайлі ① Шибін ② ③ Жунцзян Чженьюань Цзяньхе Ценьдун Цунцзян Саньсуй Ліпін Тяньчжу Цзіньпін ① Даньчжай ② Лейшань ③ Тайцзян |           |          |                  |
| Статус | Назва     | Оригінал | Населення (2010) |
| Місто | Кайлі     | 凯里市   | 522 622          |
| Повіт | Даньчжай  | 丹寨县   | 122 430          |
| Повіт | Жунцзян   | 榕江县   | 286 322          |
| Повіт | Лейшань   | 雷山县   | 117 190          |
| Повіт | Ліпін     | 黎平县   | 391 047          |
| Повіт | Мацзян    | 麻江县   | 124 030          |
| Повіт | Саньсуй   | 三穗县   | 155 735          |
| Повіт | Тайцзян   | 台江县   | 112 319          |
| Повіт | Тяньчжу   | 天柱县   | 263 850          |
| Повіт | Хуанпін   | 黄平县   | 263 363          |
| Повіт | Ценьдун   | 岑巩县   | 162 444          |
| Повіт | Цзіньпін  | 锦屏县   | 154 869          |
| Повіт | Цзяньхе   | 剑河县   | 180 624          |
| Повіт | Цунцзян   | 从江县   | 290 960          |
| Повіт | Чженьюань | 镇远县   | 203 622          |
| Повіт | Шибін     | 施秉县   | 130 464          |